# Revolta de Münster
La Revolta de Münster va ser un intent de radicals anabaptistes d'establir un govern propi a la ciutat alemanya de Münster. La ciutat va esdevenir un centre anabaptista entre 1534-1535, i va passar al domini dels anabaptistes a partir de febrer de 1534, quan l'ajuntament va ser ocupat per Bernhard Knipperdolling com a alcalde, fins a la seva caiguda al juny de 1535. Melchor Hoffman, qui va iniciar el baptisme d'adults a Estrasburg el 1530, i la seva línia d'anabaptisme escatològic, van ajudar a establir les bases per als esdeveniments de 1534-1535 a Münster.

## Revolta
Després de la Guerra dels camperols alemanys (1524-1525) va tenir lloc a Münster, Westfàlia entre 1532 i 1535 un contundent segon intent per establir una nova teocràcia. Aquí el grup havia adquirit una influència considerable, a través de l'adhesió de Bernhard Rothmann, el capellà luterà, i diversos ciutadans prominents, i els líders, Jan Matthys, un forner de Haarlem i Jan Bockelson o Beukelszoon, un sastre de Leiden, van tenir poca dificultat en l'obtenció de la preeminència a la ciutat i la depossició de les autoritats. Matthys era seguidor de Melcior Hoffman, el qual, després del seu empresonament a Estrasburg, va obtenir un considerable nombre de seguidors en els Països Baixos, incloent Bockelson. Bockelson i Boekbinder havien visitat Münster, i van tornar amb la informació que Bernhard Rothmann ensenyava doctrines similars a les seves. Matthys va identificar Münster com la "Nova Jerusalem", i el 5 de gener de 1534 deixebles seus van entrar a la ciutat i va introduir el baptisme d'adults. Rothmann pel que sembla, va acceptar el seu "rebaptisme" aquest dia i més de 1000 adults van ser rebatejats. Es van fer grans preparatius, no només per mantenir el que s'havia guanyat, sinó per passar des de Münster cap a la conquesta del món.
La ciutat va ser assetjada per Franz von Waldeck, el bisbe expulsat. L'abril de 1534 el Diumenge de Pasqua, Matthys, que havia profetitzat el judici de Déu als dolents en aquest dia, va fer una sortida amb només trenta seguidors, creient que era un segon Gedeó i va ser derrotat amb la seva banda al complet. El van matar, li van tallar el cap i el van col·locar en un pal perquè tota la ciutat el veiés, clavant els seus genitals a la porta de la ciutat. Bockelson, més conegut en la història com Jan de Leiden, va ser nomenat posteriorment com "rei".
Pretenent ser el successor de David, va afirmar l'honor real i el poder absolut a la nova "Zió". Justificava les seves accions per l'autoritat de les visions del cel. Es va establir la comunitat de béns i es va legalitzar la poligàmia (ell mateix va prendre 16 esposes). Després d'una resistència obstinada, la ciutat va ser presa pels assetjadors el 24 de juny de 1535; el gener de 1536 Bockelson i alguns dels seus seguidors més prominents, després d'haver estat torturats, van ser executats en el mercat. Els seus cadàvers van ser exhibits en gàbies, que penjaven de la torre de l'església de Sant Lambert; les gàbies encara pengen allà, encara que els ossos van ser retirats més tard.

## Conseqüències
La revolta de Münster va ser un punt d'inflexió per al moviment anabaptista. Mai més van tenir l'oportunitat d'assumir importància política, els poders públics van adoptar mesures estrictes per suprimir aquesta agitació. És difícil traçar la història subsegüent del grup com una entitat religiosa, pels canvis en els noms utilitzats i en les creences.
Els batenburguesos -de Jan van Batenburg- van preservar la violència milenarista de l'anabaptisme de Münster. Eren polígams i posseïen els ben en comú. El seu moviment va passar a la clandestinitat després de la derrota de la revolta de Münster, fent-se passar per catòlics i luterans. Alguns anabaptistes van seguir Menno Simons i els germans Obbe i Dirk Philips, anabaptistes holandesos que repudiaven les doctrines münsterites. Aquest grup va arribar a ser conegut com els mennonites després de Simons. Van rebutjar qualsevol ús de la violència, predicant una fe basada en l'amor a l'enemic i la compassió.
L'agost de 1536 els líders dels grups anabaptistes seguidors de Melcior Hoffman es van reunir a Bocholt en un intent de mantenir la unitat. A la reunió van participar els seguidors de Batenburg, supervivents de Münster, David Joris i els seus simpatitzants i els mennonites. Les principals àrees de disputa entre les sectes eren la poligàmia i l'ús de la força contra els no creients. Joris va proposar un compromís en declarar que encara no havia arribat el moment de lluitar contra les autoritats, i es va aocrdar el compromís de no usar més la força. La reunió, però, no va impedir la fragmentació de l'anabaptisme.

## Obres de ficció
- Li prophète, una òpera de Giacomo Meyerbeer que ficcionalitza la rebel·lió
- Toelle, Tom Toelle (1993). König der letzten Tage (Un rei per la Crema), Mini-sèrie alemanya que retrata els esdeveniments de la rebel·lió de Münster.
- El viatger desafortunat per Thomas Nashe descriu els esdeveniments.
- "L'Oeuvre au noir", de Marguerite Yourcenar
- Els Amics de Déu, de Peter Vansittart
- La perfecció, per Anita Mason
- Regles per a una pel·lícula sobre els anabaptistes, pel·lícula de Georg Brintrup, Alemanya 1975/76
- Die Wiedertäufer, una obra de Friedrich Dürrenmatt